# Hwang Young-cho
Hwang Young-cho (Koreaans: 황영조) (Samchok (Gangwon-do), 22 maart 1970) is een Koreaans langeafstandsloper, die is gespecialiseerd in de marathon. Hij nam eenmaal deel aan de Olympische Spelen en won een gouden medaille bij die gelegenheid.
Hij is geboren in Zuid-Korea. Op 21-jarige leeftijd schreef hij op de Aziatische kampioenschappen al de 10.000 m op zijn naam. Toen hij in 1991 zijn eerste marathon gelijk won, besloot hij zich hierin te specialiseren. Op de Olympische Spelen van Barcelona in 1992 won hij een gouden medaille op de marathon.
Zijn trainer was Sohn Kee-chung, de winnaar van de Olympische Spelen in 1936. In 1996 trok Hwang zich uit de wedstrijdsport terug, nadat blessures hem het onmogelijk maakten zijn olympische titel te verdedigen. Hierna zette hij een punt achter zijn sportcarrière gezet.

## Titels
- Olympisch kampioen marathon - 1992
- Aziatisch kampioen 10.000 m - 1991

## Persoonlijk record
| Onderdeel | Prestatie | Datum         | Plaats |
| --------- | --------- | ------------- | ------ |
| marathon  | 2:08.09   | 18 april 1994 | Boston |

## Palmares

### 5000 m
- 1990:  Cheongju - 13.59,70

### 10.000 m
- 1991:  Aziatische kampioenschappen - 29.50,37

### 10 km
- 1989:  Hofu - 29.31

### marathon
- 1991:  marathon van Seoel - 2:12.35
- 1991:  Universiade in Sheffield - 2:12.40
- 1992:  Beppu-Oita International Marathon - 2:08.47
- 1992:  OS in Barcelona - 2:13.23
- 1994: 4e Boston Marathon - 2:08.09
- 1994:  Aziatische Spelen in Hiroshima - 2:11.13
- 1995:  Chun Chon Marathon - 2:11.32
- 1996: 29e marathon van Kyong-Ju - 2:25.45

1896: Spiridon Louis ·
1900: Michel Théato ·
1904: Thomas J. Hicks ·
1908: John Hayes ·
1912: Kenneth McArthur ·
1920: Hannes Kolehmainen ·
1924: Albin Stenroos ·
1928: Ahmed Boughéra El Ouafi ·
1932: Juan Carlos Zabala ·
1936: Sohn Kee-chung ·
1948: Delfo Cabrera ·
1952: Emil Zátopek ·
1956: Alain Mimoun ·
1960: Abebe Bikila ·
1964: Abebe Bikila ·
1968: Mamo Wolde ·
1972: Frank Shorter ·
1976: Waldemar Cierpinski ·
1980: Waldemar Cierpinski ·
1984: Carlos Lopes ·
1988: Gelindo Bordin ·
1992: Hwang Young-cho ·
1996: Josia Thugwane ·
2000: Gezahegne Abera ·
2004: Stefano Baldini ·
2008: Samuel Wanjiru ·
2012: Stephen Kiprotich ·
2016: Eliud Kipchoge ·
2020: Eliud Kipchoge ·
2024: Tamirat Tola
- World Athletics: 14345525